# Konstanty Radziwiłł
Konstanty Radziwiłł, né le 9 janvier 1958 à Wrocław, est un médecin et homme politique polonais.

## Biographie

### Formation et carrière
En 1983, il achève ses études à l'Académie de médecine de Varsovie et devient médecin généraliste.

### Vie politique
Aux élections sénatoriales du 25 octobre 2015, il se présente dans la 41e circonscription, avec le soutien de Droit et justice (PiS), sur le quota de La Pologne ensemble (PR). Il obtient 99 875 voix et remporte l'élection, principalement face à l'ancien ministre Roman Giertych. Le 16 novembre, Konstanty Radziwiłł est nommé ministre de la Santé dans le gouvernement de la conservatrice Beata Szydło. Il n'appartient à aucun parti politique.

### Liens familiaux
Konstanty Radziwiłł appartient à la famille Radziwiłł : il est le petit-fils du prince Konstanty Mikołaj Radziwiłł (1902–1944) (pl) et sa mère appartenait à la famille Czartoryski.